# الغذاء المعدل وراثيا في هاواي
يُعتبر موضوع الغذاء المعدل وراثيا في هاواي مسألة مختلف عليها بشدة، حيث مررت حكومات مقاطعات جزر هاواي كاواي وهاواي وماوي أو نظرت في قوانين تقيد هذه الممارسة داخل حدودها بسبب المخاوف المتعلقة بتأثيرها على الصحة والبيئة وتأثيرها على الزراعة التقليدية والعضوية.
يُعد أرخبيل جزر هاواي موقعاً جذاباً للباحثين ولشركات البذور بسبب مناخها المعتدل على مدار العام، إذ يبلغ متوسط درجة الحرارة فيها 75 درجة فهرنهايت (أي ما يعادل 24 درجة مئوية)، مما يسمح بزراعة ثلاثة محاصيل أو أكثر سنويًا، ويساهم ذلك في تقليل الوقت المطلوب لتطوير بذرة جديدة إلى حد كبير. تُعدل المحاصيل والكائنات وراثياً عادةً خارج هاواي، ثم تمرر إلى مواقع هاواي السلالات المهندسة وراثيا مع سلالات أخرى للقضاء على السمات غير المرغوب فيها أو تتم في مواقعها أشكال من الزراعة الهجينة لإنتاج البذور التي تُزرع بعد ذلك في مكان آخر.
تعتبر شركات مونسانتو، وسينغنتا، ومايكوغن سيدز، وباسف، وبايونير هاي-بريد، وأغريغنتيكس هي الشركات الرئيسية المنتجة للمحاصيل المعدلة وراثيًا في هاواي.

## لمحة تاريخية
لاحظ الباحث جيمس بروبيكر بعد فترة من وصوله إلى جامعة هاواي في ستينيات القرن العشرين أنه يمكن زراعة ثلاثة محاصيل سنويًا في هاواي بسبب مناخ هاواي الدافئ بدلاً من زراعة المحاصيل مرة واحدة سنويًا. بدأت شركات البذور العمل في هاواي بعد فترة وجيزة من اكتشاف الباحث جيمس بروبيكر، وقبل عقود من ظهور تقنيات الهندسة الوراثية والتقانة الحيوية، وطورت هذه الشركات نحو 90 في المائة من سلالات الذرة الأمريكية جزئيًا في هاواي. بدأت شركة بيونير هاي-بريد الدولية التابعة لشركة دو بونت في إنتاج محاصيل الذرة وفول الصويا المعدلة وراثيًا في هاواي في منتصف تسعينيات القرن العشرين بعدما وافقت إدارة الغذاء والدواء على البيع التجاري لهده المحاصيل. أصبحت هاواي بعد ذلك وبداية من عام 2008 حقلاً لأكثر من 2230 تجربة ميدانية للمحاصيل المعدلة وراثيًا من بينها محاصيل الذرة، وفول الصويا، والقطن، والبطاطس، والقمح، والبرسيم، والبنجر، والأرز، والبازلاء، والذرة الرفيعة، ثم ارتفع عدد التجارب الميدانية إلى 3236 تجربة في عام 2014.

## الزراعة التقليدية
أثرت زراعة المحاصيل المعدلة وراثيا في هاوي على زراعة المحاصيل التقليدية، ففي عام 2006 زُرع الأناناس في 13900 فداناً فقط (5600 هكتار) في هاواي بدلًا من 76700 فدان في عام 1991، كما أنتج مزارعو هاوايفي عام 2008 حوالي 1.67 مليون طنًا من السكر الخام، أي أقل بنحو مليون طن من العقد السابق. وتشمل المحاصيل الرئيسية الأخرى في هاواي الزهور، ونباتات الزينة، وجوز المكاداميا، والطماطم، والموز، والببايا.